# Lucas Lingman
Lucas Lingman (* 25. Januar 1998 in Espoo) ist ein finnischer Fußballspieler. Der Mittelfeldspieler steht beim HJK Helsinki unter Vertrag und ist Nationalspieler.

## Karriere

### Verein
Lingman wechselte im Jahr 2011 in die Jugend des HJK Helsinki, nachdem er zuvor für jene des FC Honka gespielt hatte. Seit dem Jahr 2014 spielte er für die Reservemannschaft, den Klubi 04, in der Kakkonen und stand in der darauffolgenden Saison 2015 erstmals im Kader der ersten Mannschaft. Sein Debüt gab er am 4. Februar beim 0-0-Unentschieden gegen den KTP Kotka im Liigacup. In der Veikkausliiga bestritt er seinen ersten Einsatz am 30. August (26. Spieltag) bei der 0:1-Auswärtsniederlage gegen die Tampereen Ilves. In dieser Spielzeit kam er in drei weiteren Ligaspielen zum Einsatz und war hauptsächlich bei Klubi 04 aktiv, wo er in 18 Spielen drei Tore erzielte. In den nächsten beiden Saisons bestritt er 17 Ligaspiele für HJK und schaffte es nicht sich in der Startformation zu etablieren. Am 12. Oktober 2017 schoss er beim 2:0-Auswärtssieg gegen den SJK Seinäjoen sein einziges Tor für HJK in der höchsten finnischen Spielklasse. In drei Jahren mit der ersten Mannschaft gewann er je einmal die Meisterschaft, den Liigacup und den Suomen Cup.
Am 3. Januar 2018 wurde der Wechsel Lingmans zum Ligakonkurrenten Rovaniemi PS bekanntgegeben, wo er einen Einjahresvertrag unterzeichnete, welcher vom Team auf zwei weitere Jahre ausgedehnt werden konnte. Sein erstes Spiel absolvierte er am 27. Januar beim 6:0-Auswärtssieg gegen Musan Salama im Suomen Cup, bei dem er auch ein Tor erzielen konnte. Bei RoPS stieg er bereits nach kurzer Zeit zum Stammspieler auf. Sein erstes Ligator für seinen neuen Verein erzielte er am 26. Mai beim 3:3-Unentschieden gegen den FC Inter Turku. In dieser Saison 2018 gelangen ihm in 32 Ligaspielen fünf Tore und vier Vorlagen. Die folgende Spielzeit 2019 beendete er mit drei Toren und fünf Vorlagen in 26 Ligaspielen.
Am 28. Oktober 2019, rund eine Woche nach dem letzten Spieltag, wurde bekanntgegeben, dass Lingman am Stichtag dem 1. Januar 2020 zum HJK Helsinki zurückkehren wird. Der Hauptstadtverein bezahlte für seine Dienste eine Ablösesumme in Höhe von 150.000 Euro und stattete ihn mit einem Zweijahresvertrag mit Option auf ein weiteres aus. Aufgrund der COVID-19-Pandemie verzögerte sich sein erstes Ligaspiel jedoch bis zum 1. Juli 2020. Bei 4:0-Auswärtssieg gegen den FC Lahti erzielte er umgehend einen Treffer und bereitete ein weiteres Tor vor. Insgesamt verbuchte er in dieser Saison 2020 zwei Tore und vier Vorlagen. Mit dem HJK gewann er das Double bestehend aus Meisterschaft und Cup.
Im Januar 2022 wechselte er nach Schweden zum Erstliga-Aufsteiger Helsingborgs IF. Dort konnte er sich zunächst als Stammspieler durchsetzen, verließ im August 2022 jedoch den Verein und ließ sich zurück an den HJK Helsinki ausleihen. Mit der Mannschaft gewann er in der Folge erneut die finnische Meisterschaft. Im Januar 2023 wurde die Leihe zunächst um ein Jahr bis Ende 2023 verlängert, bevor ihn der Verein im Anschluss Anfang 2024 gegen Zahlung einer Ablösesumme wieder fest unter Vertrag nahm. Lingman wurde damit der erste Spieler in der Geschichte des HJK Helsinki, den der Verein zwei Mal von anderen Vereinen zurückkaufte.

### Nationalmannschaft
In den Jahren 2013 bis 2015 repräsentierte Lingman sein Heimatland in der U15, U16 und U17. Ab März 2019 spielte er für die finnische U21-Nationalmannschaft.
Im März 2022 nominierte ihn Nationaltrainer Markku Kanerva erstmals für die finnische A-Auswahl, für die er daraufhin am 29. März 2022 sein Debüt feierte, als er im Freundschaftsspiel gegen die Slowakei in der Startaufstellung stand. Bis November 2023 bestritt er insgesamt elf Länderspiele, wurde seitdem jedoch bislang nicht mehr in die Nationalmannschaft berufen.

## Erfolge
HJK Helsinki
- Finnischer Meister: 2017, 2020, 2021, 2022, 2023
- Finnischer Fußballpokal: 2017, 2020
- Finnischer Ligapokal: 2015